# Umar bojuje s drakem

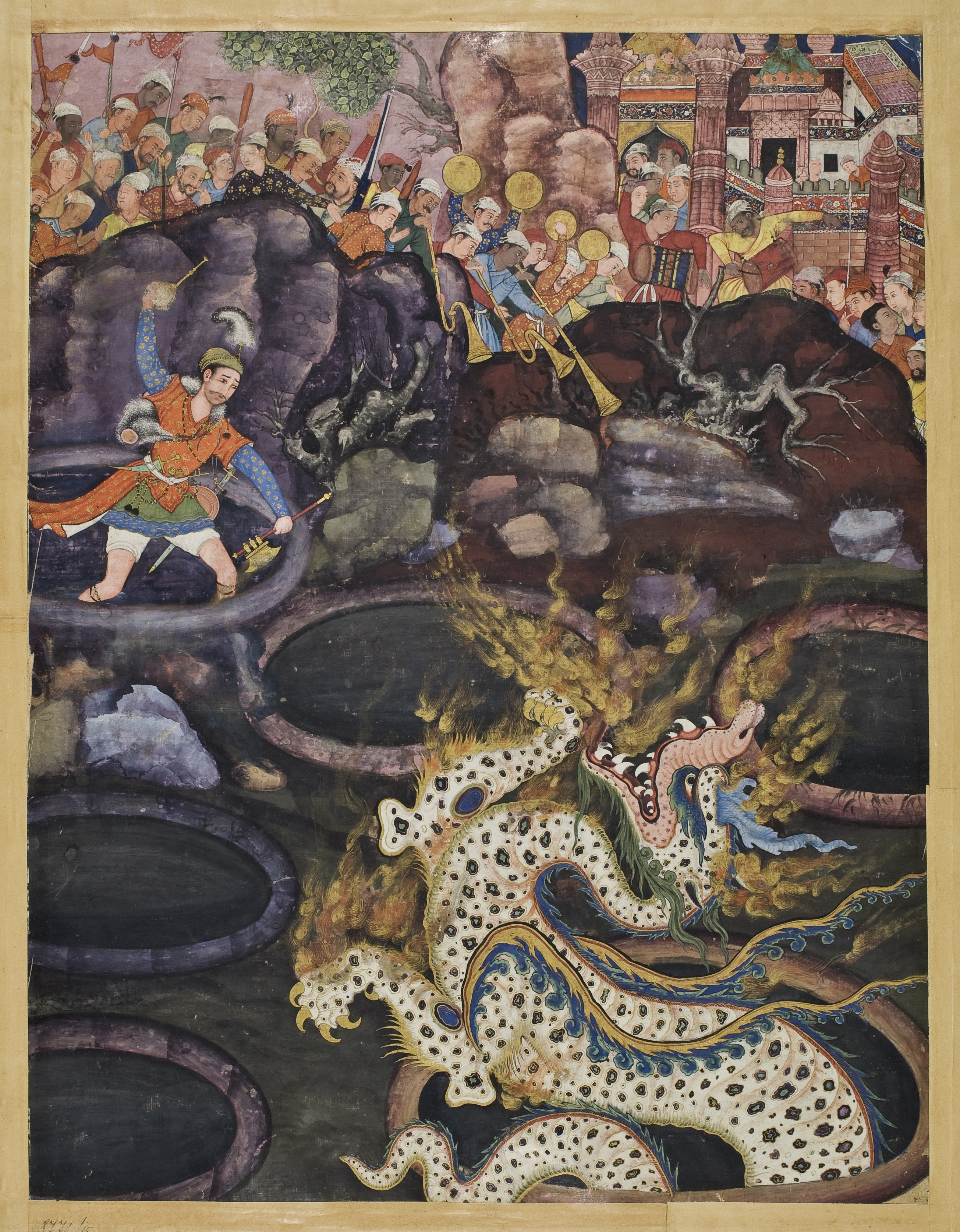
Umar bojuje s drakem, ilustrace k manuscriptu Hamzanama z roku 1577

Umar bojuje s drakem je kresba na papíře, vytvořená jako ilustrace k rukopisu Hamzanama. Autorem je malíř Daswanth, který se narodil v roce 1560 v Indii, jako syn přepravovatele osob v nosítkách. Navzdory tomuto skromnému původu v jedné z nejnižších indických kast byl objeven mughalským císařem Akbarem, znalcem umění, který hledal potenciální talenty na výzdobu svých paláců a dalších veřejných prostor. Císař Akbar si všiml Daswanthova talentu a poslal ho do místní malířské školy. 
Hamzanama je ilustrovaný rukopis z období říše Mughal, složený z příběhů, které v ústní i psané historii existovaly po více než tisíc let. První mughalský císař Babur popsal Hamzanamu jako „jeden dlouhý nepřirozený příběh, plný lží“. Přesto jeho vnuk Akbar, který nastoupil na trůn ve věku čtrnácti let, pověřil svou dílnu vytvořením ilustrovaného rukopisu Hamzanama podle těchto příběhů. Trvalo čtrnáct let, asi od roku 1562 do roku 1577 manuscript dokončit. Celý manusript má 14 svazků. Krom textu obsahuje 1400 stran miniatur neobvykle velkých rozměrů, asi 69 cm x 54 cm, téměř všechny jsou namalované na papír a následně přilepené k podložce tkaniny. Na jedné straně většiny portfolia je obraz, naproti obrazu je odpovídající text v perštině.